# حادثة أكتوبر

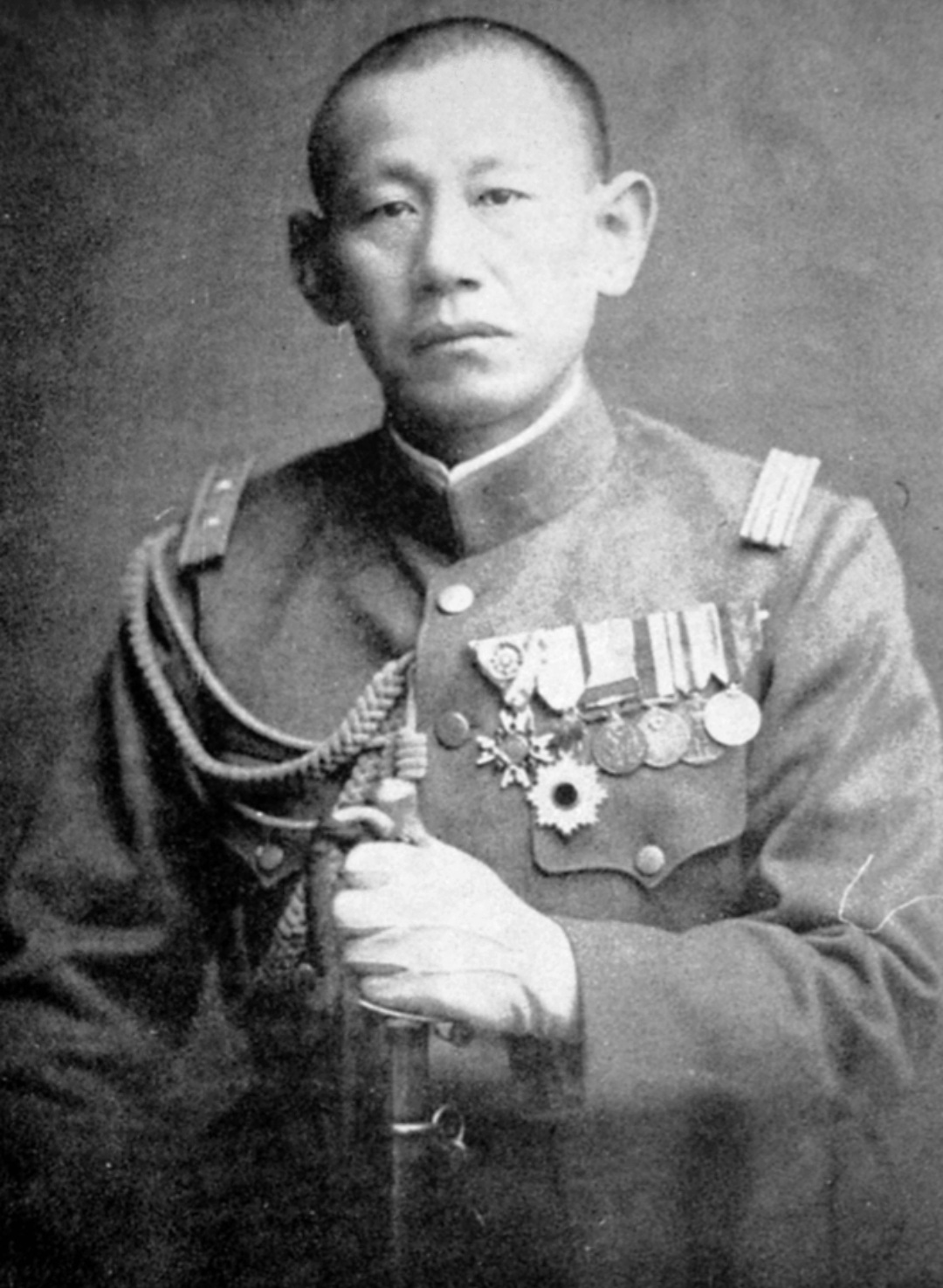
المقدم هاشيموتو وقت حادثة أكتوبر

كانت October Incident (十月事件 Jūgatsu Jiken)، المعروفة أيضًا باسم Imperial Colors Incident (錦旗革命事件 Kinki Kakumei Jiken)، محاولة انقلاب فاشلة وقعت في اليابان، في 21 أكتوبر عام 1931، والتي بدأتها جماعة ساكوراكي السرية داخل جيش اليابان الإمبراطوري، وبمساعدة جماعات وطنية متعصبة مدنية.

## الخلفية والتاريخ
بعد فشله في استبدال الحكومة بدولة دكتاتورية عسكرية اشتراكية شمولية في الانقلاب الفاشل الذي وقع في مارس في حادثة مارس عام 1931، عزم المقدم كينجورو هاشيموتو من ساكوراكي وداعموه المدنيون الوطنيون المتعصبون، ومنهم شوشمي أوكاوا على المحاولة مجددًا في أكتوبر 1931.
وبعد مرور وقت قصير على الغزو الياباني لمنشوريا من جانب جيش كوانتونغ دون إذن مسبق من مكتب الأركان العامة في جيش اليابان الإمبراطوري وعلى الرغم من الاعتراضات المستمرة من الحكومة المدنية اليابانية، عاد النقيب إسامو تشو سرًا إلى اليابان (بدون أوامر) من شمال الصين لقيادة مؤامرة «لمنع الحكومة من إهدار ثمار انتصارنا في منشوريا». واستطاع الحصول على دعم 120 عضوًا من أعضاء ساكوراكي وعشر مجموعات من قوات الحرس الإمبراطوري وعشر طائرات قاذفة من البحرية الإمبراطورية اليابانية.
وتشمل العناصر الرئيسية للمؤامرة:
- اغتيال رجال الدولة والمسؤولين مثل رئيس الوزراء واكاتسوكي ريجيرو، ومدير المحكمة الإمبراطورية سايتو ماكوتو، والأمير كينموتشي سايونجى، وحامل الختم الكبير ماكينو نوبواكي، ووزير الخارجية كيجيورو شيديهارا.
- استيلاء القوات الموالية لساكوراكي على القصر الإمبراطوري ومقر شرطة العاصمة طوكيو، وغيرها من المباني الحكومية الرئيسية.
- تشكيل حكومة جديدة تحت إشراف الجنرال ساداو أراكي، رئيس الفصيل الإمبراطوري المتطرف. منعت الحكومة الجديدة إنشاء الأحزاب السياسية، وعززت المكاسب الإقليمية الأخيرة التي حققتها اليابان في منشوريا.
- إجبار الإمبراطور على قبول استعادة شووا للعرش حتى لو تحت تهديد العنف البدني

ومع ذلك، شككت العناصر الشابة داخل المؤامرة في قادتها وانفصلت عن المؤامرة. وبالإضافة إلى ذلك وصلت تسريبات إلى وزير الحرب الجنرال جيرو مينامي. وطلب الأخير من الجنرال ساداو أراكي تهدئة المتذمرين. حاول أراكي إقناع هاشيموتو وتشو، لكنهم رفضوا أن يتخلوا عن مخططهم، فقام أراكي باعتقالهم باستخدام سلاح الشرطة العسكرية في 17 أكتوبر عام 1931.
كانت العقوبات على هذا الانقلاب الفاشل أخف مما كانت عليه في حادثة مارس السابقة، حيث اعتذر الجنرال مينامي علنًا عن المؤامرة واعتبرها ببساطة حماسة وطنية مفرطة. وحُكم على هاشيموتو بالإقامة الجبرية لمدة 20 يومًا، وعلى تشو بالإقامة الجبرية لمدة 10 أيام، وتم نقل زعماء المؤامرة الآخرين.

## العواقب
وهكذا، انتهت حادثة أكتوبر المعروفة أيضًا بشكل أكثر أناقة باسم «حادثة الألوان الإمبراطورية» بالفشل الواضح، وتسببت في حل جماعة ساكوراكي. ومع ذلك، فإن تخفيف العقوبات شجع فقط على المزيد من محاولات التدخل العسكري في الحكومة، لتُضيف إليها حادثة 26 فبراير عام 1936.